# Hochbuch (Lindau)
Hochbuch (mundartlich: Hochbuəch) ist ein Stadtteil der Großen Kreisstadt Lindau (Bodensee).

## Geografie
Das Hochbuch liegt zwischen den Stadtteilen Hoyren im Nordwesten und Aeschach im Südosten. Außerdem grenzt es an den Entenberg und das Dunkelbuch.

### Gliederung

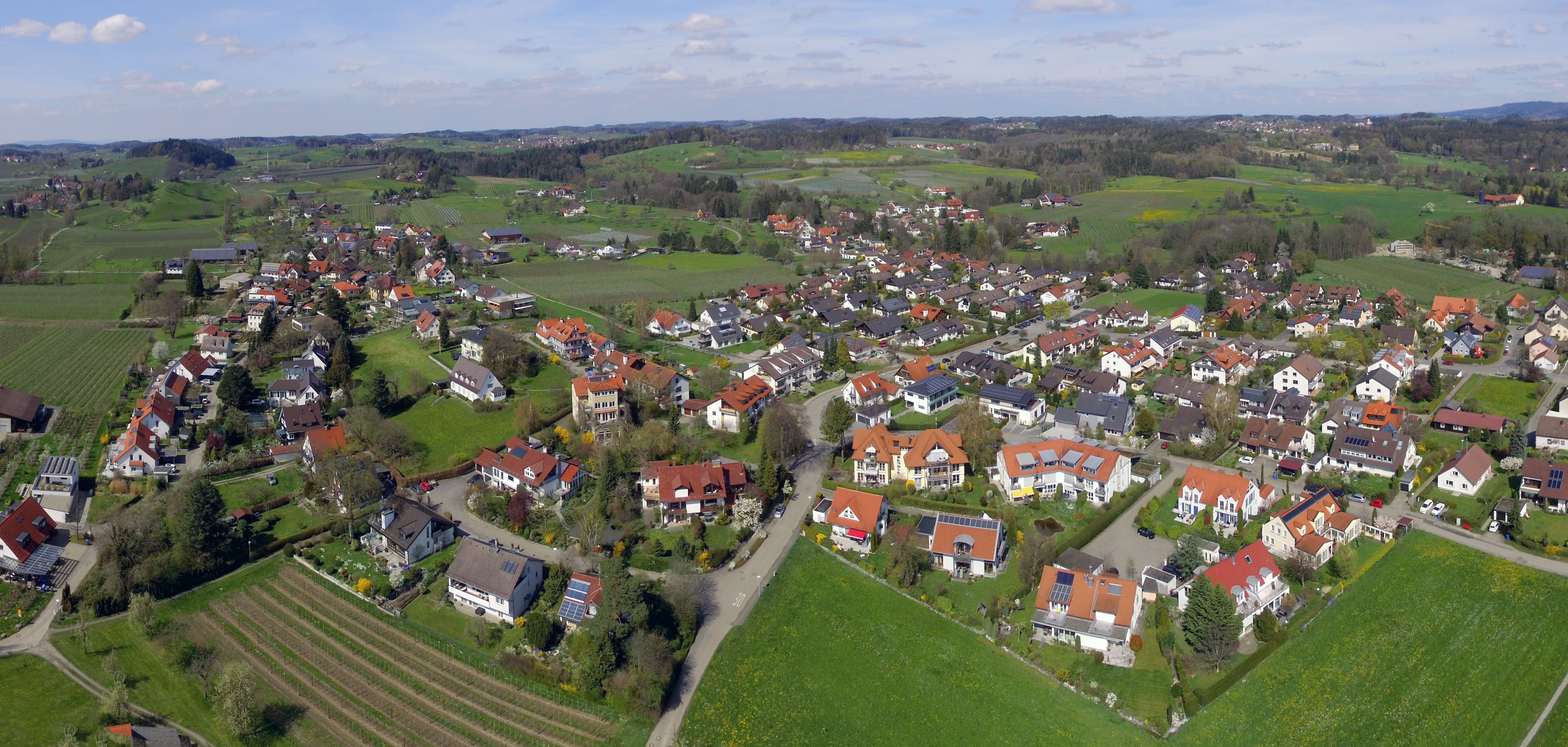
Hochbuch, im Hintergrund Entenberg (links) und Heimesreutin (rechts)

Zu Hochbuch zählen außer dem Kernbereich (Tobelstraße) der Ort Achrainmühle. Der Ort selbst liegt auf einem Plateau zwischen mehreren Hügeln (z. B. Entenberg, Diepoldsberg).

## Geschichte
Der Ort wurde erstmals urkundlich im Jahr 1332 durch einen Wein- und Baumgarten auf dem Hochbuch erwähnt. Somit steht der Ortsname für einen Flurnamen, der einen hochgelegenen Buchenwald beschreibt. Vermutlich ab dem 15. Jahrhundert erfolgten die ersten Ansiedelungen. Im Jahr 1626 wurden in Hochbuch und Oberhochbuch zehn Häuser gezählt, im Jahr 1812 19 Wohngebäude. Hochbuch war Teil der ehemaligen Gemeinde Aeschach, die am 1. Februar 1922 nach Lindau eingemeindet wurde.

## Wirtschaft
In Hochbuch gibt es einige Obstbaubetriebe, zwei Viehhöfe, eine Glaserei/Fensterbau und eine Baumschule.

## Baudenkmäler
Siehe: Liste der Baudenkmäler in Hochbuch

## Brauchtum

### Fasnet
Seit 2009 gibt es in Hochbuch den eingetragenen Verein „Hochbucher Obsthexen“. Durch Häs und Maske verwandeln sich die Mitglieder des traditionell-alemannische Fasnetvereins in die Narrenfigur „Hochpurgl“. Die Einzelmaske des Teufels tritt nur einmal im Jahr beim Hexentanz während des Narrenbaumstellens in Erscheinung. Der Narren-Ruf ist „Apfel – Beiss nei!“

## Veranstaltungen
In einer Obsthalle in Hochbuch fand alljährlich das Lindauer Oktoberfest statt. Es ist ein traditionelles Volksfest, das 2006 vom Musikverein Lindau-Aeschach/Hoyren wiederbelebt wurde. Außerdem stellen die Hochbucher seit 2009 ihren eigenen Maibaum auf.

## Persönlichkeiten
- Johannes Wildberger (1815–1879), Handwerker und Laienbehandler der Orthopädie, lebte in Hochbuch
- August Strindberg (1849–1912), schwedischer Schriftsteller und Künstler, lebte in Hochbuch im Eichbühlweg 12[4]
- Siri von Essen (1850–1912), finnlandschwedische Schauspielerin, lebte in Hochbuch im Eichbühlweg 12
- Elisabeth von Plotho – verh. Baronin von Ardenne – (1853–1952) lebte ab 1918 in Hochbuch in der Villa „Semmelburg“, Hochbucher Weg 45[5]